# Doyle Overton Hickey
Doyle Overton Hickey est un lieutenant général de l'United States Army.